# Jody Viviani
Pour les articles homonymes, voir Viviani.
Jody Viviani est un ancien footballeur français, né le 25 janvier 1982 à La Ciotat. Il évoluait au poste de gardien de but.

## Biographie
Formé au Montpellier HSC, il est barré par Rudy Riou et Rémy Vercoutre, ne disputant que huit matchs de D1 entre 2002 et 2004. Il devient titulaire lors de la saison 2004-2005 disputant 29 matchs de L2. Il est alors recruté par l'AS Saint-Étienne mais en tant que doublure de Jérémie Janot. 
Le 19 avril 2008, il apprend qu'il est désormais le titulaire des cages de Saint-Étienne, après un intérim réussi, à la suite d'une blessure de Janot, qui ne récupère pas sa place. Mais à la suite du départ de Laurent Roussey et la venue d'Alain Perrin, Jéremie Janot effectue son retour dans les cages stéphanoises, évinçant de fait Viviani.
En juin 2009, il signe pour trois saisons au Grenoble Foot 38. Il joue par la suite au sein du groupe de Skoda Xanthi en Grèce.
Après un passage en Belgique au Royal White Star Bruxelles en Ligue 2, il rejoint le club de l'US Boulogne en National pour la saison 2014-2015. Le 22 juin 2015, le Sporting Toulon Var officialise son arrivée.

## Carrière
- 2002-2003 : Montpellier HSC (L1), 3 matchs
- 2003-2004 : Montpellier HSC (L1), 5 matchs
- 2004-2005 : Montpellier HSC (L2), 30 matchs
- 2005-2006 : AS Saint-Étienne (L1), 1 match
- 2006-2007 : AS Saint-Étienne (L1), 2 matchs
- 2007-2008 : AS Saint-Étienne (L1), 17 matchs
- 2008-2009 : AS Saint-Étienne (L1), 12 matchs
- 2009-2010 : Grenoble Foot 38 (L1), 21 matchs
- 2010-2011 : Grenoble Foot 38 (L2), 35 matchs
- 2011-2012 : Skoda Xanthi (D1), 25 matchs
- 2012-2013 : Skoda Xanthi (D1), 7 matchs
- 2013-2014 : White Star (D2), 16 matchs
- 2014-2015 : US Boulogne (National)
- 2015-         : Sporting Toulon Var (National 2)[2]

## Repères
- 1er Match en D1 : Montpellier HSC - Girondins de Bordeaux (17/08/02)
- 1er Match sous le maillot vert : Girondins de Bordeaux (0-0) AS Saint-Étienne (08/04/06)
- 1er Match sous le maillot grenoblois : Grenoble Foot 38 (0-2) Olympique de Marseille (08/08/09)